# 케이트 세브라노
케이트 세브라노(Kate Ceberano, AM, 1966년 1월 17일 ~ )는 오스트레일리아의 싱어송라이터이다. ARIA 뮤직 어워드 최우수 여자음악가상 2회(1989, 1990) 수상자이다.